# Marika Lagercrantzová
Marika Karin Louise Lagercrantzová (* 12. července 1954 Solna) je švédská herečka.
Začínala jako dětská herečka v seriálu švédské televize Modiga mindre män. Pak působila v experimentálních divadlech Studioteatern v Malmö a Odin Teatret v Dánsku, od roku 1977 byla členkou souboru Jordcirkus. Představila se i na scéně Královského dramatického divadla. V roce 1995 hrála učitelku zamilovanou do svého žáka ve filmu Bo Widerberga Všechno je, jak má být a byla za tuto roli nominována na cenu Zlatohlávek. Hrála také v minisérii Millennium (švédská minisérie). V roce 2015 se zúčastnila televizní show Stjärnorna på slottet.
Působila jako kulturní atašé v Berlíně a předsedkyně profesní organizace švédských umělců.
Její otec Olof Lagercrantz a bratr David Lagercrantz se proslavili jako novináři a spisovatelé. Jejím manželem je herec Peter Bergared, dcera Moa Lagercrantzová je také herečka.